# Relaciones Irán-Uruguay
Las relaciones Irán-Uruguay son las relaciones exteriores entre Irán y Uruguay. Irán tiene una embajada en Montevideo. Uruguay tiene una embajada en Teherán, siendo el embajador también concurrente para Afganistán y Pakistan.
Irán es un socio comercial importante para Uruguay, con importantes ventas de arroz, lana y soja. El gobierno uruguayo incrementó su relación con Irán a partir de 2011; A principios de 2011, Ivonne Passada, Presidente de la Cámara de Diputados de Uruguay, realizó una visita oficial a Irán, Seguido por el entonces Ministro de Relaciones Exteriores Luis Almagro. A principios de 2012, Ali Asghar Khaji, vicecanciller iraní para América Latina, hizo una visita oficial a Uruguay.
Ambos países son miembros del Grupo de los 77.